# Lista jednostek Armii Konfederacji ze stanu Maryland

Flaga stanowa Maryland (współczesna)

Stan Maryland na mapie USA

Lista jednostek Armii Konfederacji ze stanu Maryland w czasie wojny secesyjnej 1861–1865.

## Piechota
- 1 Pułk Piechoty Maryland Konfederacji (1st Maryland Infantry Regiment, CSA)
- 2 Pułk Piechoty Maryland Konfederacji (2nd Maryland Infantry Regiment, CSA)

## Kawaleria
- 1 Pułk Kawalerii Maryland Konfederacji (1st Maryland Cavalry Regiment, CSA)
- 2 Pułk Kawalerii Maryland Konfederacji (2nd Maryland Cavalry Regiment, CSA; a.k.a Gilmor's Partisan Rangers)

## Artyleria
- 1 Pułk Artylerii Maryland Konfederacji (1st Maryland Artillery Regiment, CSA; a.k.a Dement's Artillery)
- 2 Pułk Artylerii Maryland Konfederacji (2nd Maryland Artillery Regiment, CSA; a.k.a Baltimore Light Artillery)
- 3 Pułk Artylerii Maryland Konfederacji (3rd Maryland Artillery Regiment, CSA; a.k.a Ritter's Battery)
- 4 Pułk Artylerii Maryland Konfederacji (4th Maryland Artillery Regiment, CSA; a.k.a Chesapeake Battery)